# La Tossa (Prat de Comte)
La Tossa és una muntanya de 630 metres que es troba al municipi de Prat de Comte, a la comarca de la Terra Alta.